# Robin Lenel
Robin Lenel, né le 22 février 1985, est un skieur acrobatique français, spécialisé en ski cross. Il est remplaçant aux Jeux olympiques d'hiver de 2010 en ski cross. Il se classe 74e à la Coupe du monde de ski acrobatique.

## Palmarès

### Championnats de France Elite
- Vice-champion de France en 2007